# Березовка (імені Габіта Мусрепова район)
Бере́зовка (каз. Березовка) — село у складі району імені Габіта Мусрепова Північноказахстанської області Казахстану. Входить до складу Рузаєвського сільського округу, раніше входило до складу Возвишенської сільської ради.
Населення — 240 осіб (2021; 421 у 2009, 492 у 1999, 421 у 1989).
Національний склад станом на 1989 рік:
- росіяни — 41 %
- німці — 20 %.